# Laurentophryne parkeri
Laurentophryne parkeri, tiếng Anh thường gọi là "Parkers Tree Toad", là một loài cóc trong họ Bufonidae. Nó là loài duy nhất thuộc chi Laurentophryne, và là loài đặc hữu của vùng Kivu ở Cộng hòa Dân chủ Congo. Môi trường sống tự nhiên của chúng là các khu rừng vùng núi ẩm nhiệt đới hoặc cận nhiệt đới. Loài này đang bị đe dọa do mất nơi sống.